# Chakalabbi, Kundgol
Chakalabbi là một làng thuộc tehsil Kundgol, huyện Dharwad, bang Karnataka, Ấn Độ.